# 竹筋コンクリート
竹筋コンクリート（ちっきんコンクリート、ちくきんコンクリート、英語: Bamboo Reinforced Concrete, BRC）は、芯材となる鉄筋の代用として竹筋を配したコンクリート造り。
主に日本で第二次世界大戦終結以前に研究・施工され、一部の構造物は現存している。

## 概要
日中戦争から太平洋戦争へと向かっていた昭和初期の日本において、鉄は戦略物資として兵器生産など軍需に優先的に回された。このため、民間事業や公共事業において鉄筋の代替となる素材が求められ、竹筋によるコンクリートが注目された。木筋による構造物も考案されたがコストや強度等の点で劣っていたため普及しなかった。
竹は亜熱帯性の気候で良く生育し、日本においては土壁に網状に組んだ割竹材を埋め込んで強度を上げるなどポピュラーな建材の一つであった。竹筋コンクリートの科学的な研究は大正年間には始まっており、大正から昭和初期に掛けて幾つかの構造物が試験的に竹筋コンクリートで施工された。
本格的な技術体系としては、1941年（昭和16年）に滋賀県水口土木出張所長であった土木技師の河村協による著書『竹筋コンクリート』が刊行されたことが挙げられる。この段階で工法として確立し、多くの建造物で竹筋コンクリートが採用された。
竹筋コンクリートは当時の鉄不足によって普及した工法であり、最低限の耐久力しか持たない戦時設計の例として挙げられることがあるが、実際の竹筋コンクリート構造物は戦時の急場しのぎではなく、永久使用を前提したものが多かった。そのため、構造物が作られると、竹とコンクリートとの接着性が悪く（特に皮の部分）骨組みが離脱する恐れがあったことと、コンクリートのアルカリにより竹材内の脂質が分解されることで長期的には強度が低下する恐れがあったこと、竹材そのものが吸水乾燥によって膨張収縮するため、コンクリートにひび割れを発生させる恐れがあったことなどが問題点として指摘された。
河村はこれらの竹の欠点を克服するため、竹筋コンクリートの施工に当たっては、以下の様な施工方法を推奨している。
- 竹材伐採の際には竹の材齢で最も強度が高くなる4 - 5年材を選定し、竹材の含水量が最も低くなる秋季（9 - 11月）に伐採を実施すること。
- 鉄筋コンクリートよりもコンクリートの被りを大きめに取ること（概ね鉄筋比＋1 cm程度）。
- 竹は丸竹のまま用いず、可能な限り半割竹に加工するか、鋸歯状の凹凸加工を施した上で、一定間隔で番線を縛り付けてコンクリートとの付着性を高めること。
- 丸竹・割竹の別なく、竹の節は削らずにそのままの状態で施工を行うこと。
- 割竹とした場合、強度の高い外皮側を構造物の引っ張り力が掛かる面に必ず向けて配筋すること。
- 竹は先端部と根元部で強度が異なるため、一列に配筋する際には端部に先端・根元を交互に配すること。
- 竹の表面に鉛白や柿渋、コールタールや合成樹脂塗料などを塗布して吸水防止の措置を取るか、配筋作業の直前まで竹筋を特殊な防腐液[5]に浸して硬化竹筋処理[6]した上で配筋し、コンクリートの打設を行うこと。

しかし、このような施工指針を遵守したとしても、大きな曲げ力の掛かる梁や桁橋においては施工可能なスパンは最大でも4 m程度であった。そのため、多くは柱や底版、橋脚基部などの圧縮力が掛かる構造物に用いられる程度であった。
終戦後間もなく鉄筋材の供給体制が回復すると鉄筋コンクリートが復活し、竹筋コンクリートは廃れた。
日本においては、一部の竹筋コンクリート構造物が現存し、中には現役のものも存在する。また、竹筋の可能性が指摘される、未確認の現役構造物もある。
現代での竹筋コンクリートの使用例としては、独立行政法人国際協力機構（JICA）が東南アジア諸国において、経済的事情から鉄筋の購入が難しい貧困地域向けの小規模建造物建設技術指導に、戦前の河村・細田の工法を用いている例がある。東南アジアでも竹材の産出量が多い地域では、均しコンクリートの補強材などとして補助的に竹筋コンクリートが施工される例は元より多く見られる傾向ではあるが、日本の大学などがバイオマス研究の一環として現地の研究機関と共に技術開発を模索している例も見られる。
また、東北地方の産学が「竹筋コンクリート協議会」を設立した（日本大学工学部と東北大学および福島県・山形県の企業5社が参加）。竹の活用などを目的として、2023年6月に試作品が日本産業規格（JIS）の強度を満たすことを確認し、同年11月26日には福島県南会津町で竹筋コンクリート製U字溝を休耕田に約70メートル設置して実証実験を始めた。
日本以外での本格的な竹筋コンクリートの研究例としては、1966年にアメリカ海軍土木研究所（現・NSFEC）の土木技師、Francis E. Brink及びPaul J. Rushによってレポート『BAMBOO REINFORCED CONCRETE CONSTRUCTION』が発表されている。
1990年代以降の中華人民共和国では違法な手抜き工事（豆腐渣工程、「豆腐渣」はおからのこと）により、本来鉄筋を使うべき箇所に竹筋が使用された構造物の存在が多数発覚して問題となった。また、中国では公道上の金属製品がすぐに盗難（金属盗）に遭ってしまう事情などにより、本来なら鋳鉄製品を使用すべき高速道路のマンホールの蓋に竹筋コンクリートが使用された事例が発生した。

## 竹筋の機械的強度
河村の著書では真竹（苦竹）、淡竹、孟宗竹の3種類の竹について、機械的強度の紹介が成されている。
| 材質種類          | 圧縮強度 | 引張強度 | 曲げ強度 |
| ----------------- | -------- | -------- | -------- |
| 真竹              | 53.1     | 279      | 18.6     |
| 淡竹              | 40.3     | 178      | 18.9     |
| 孟宗竹            | 59.9     | 190      | -        |
| (参考)D19異径鉄筋 | -        | 440-600  | -        |

## 竹筋コンクリートが使用された建造物

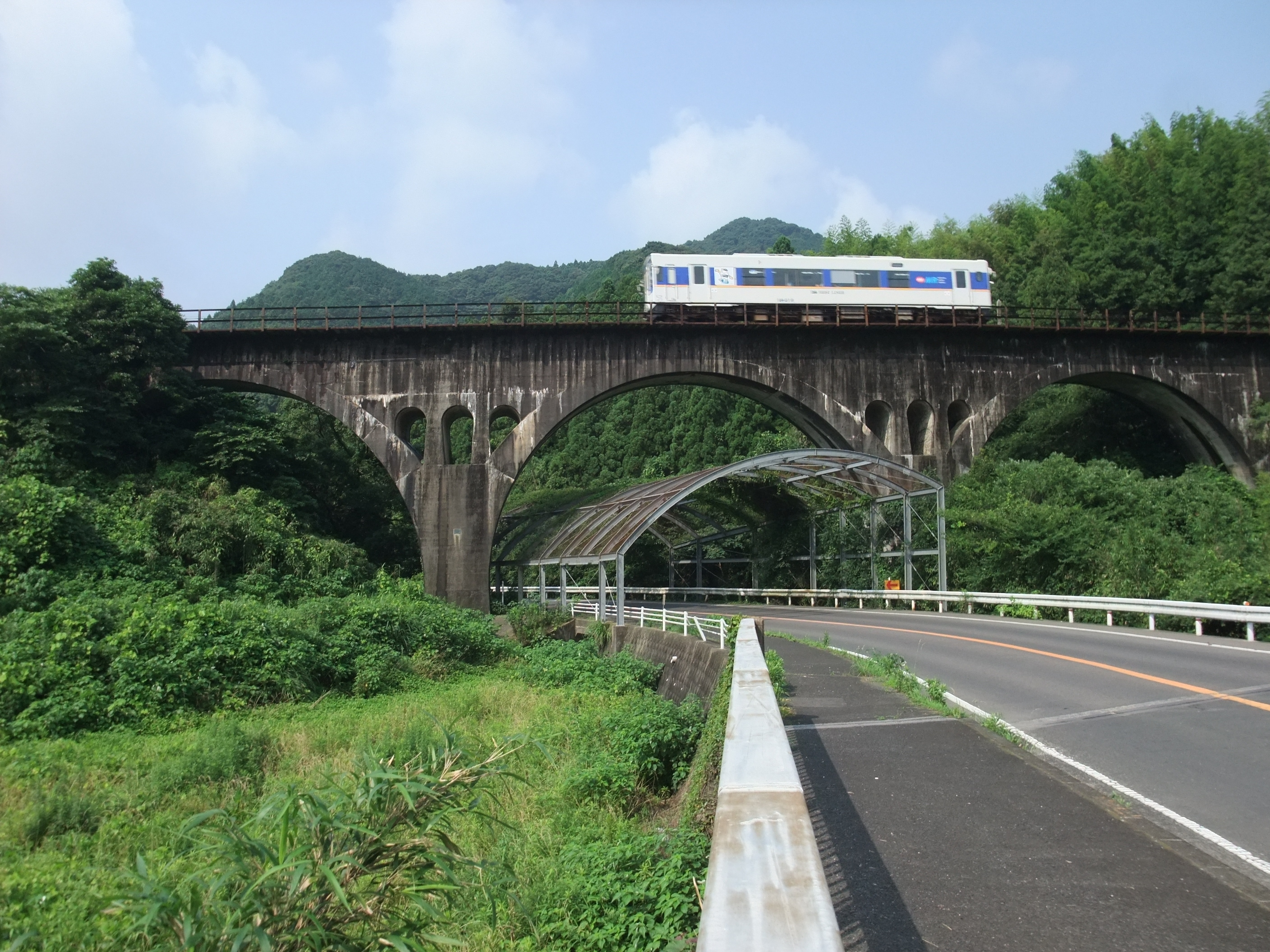
福井川橋梁

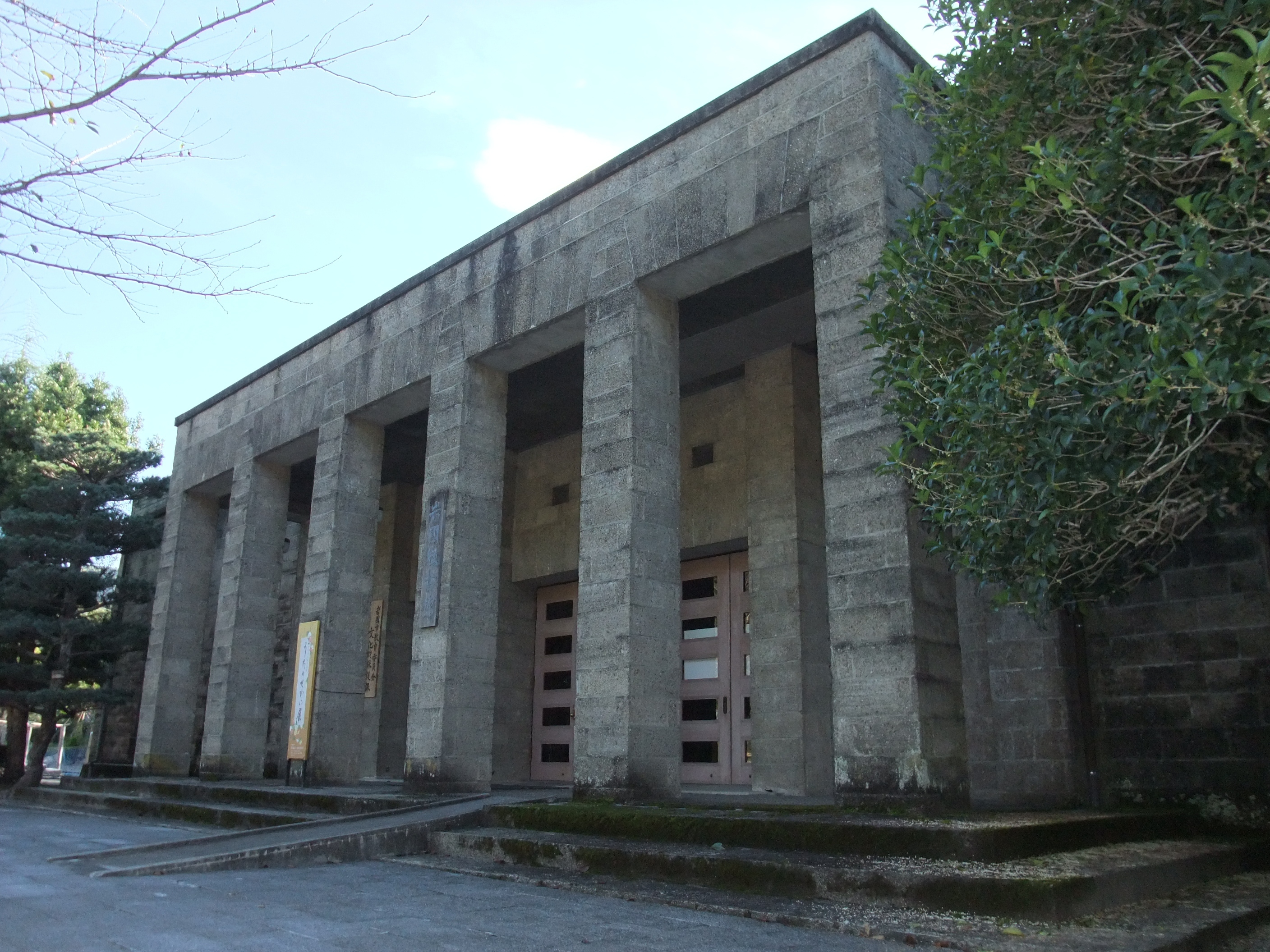
岩国徴古館

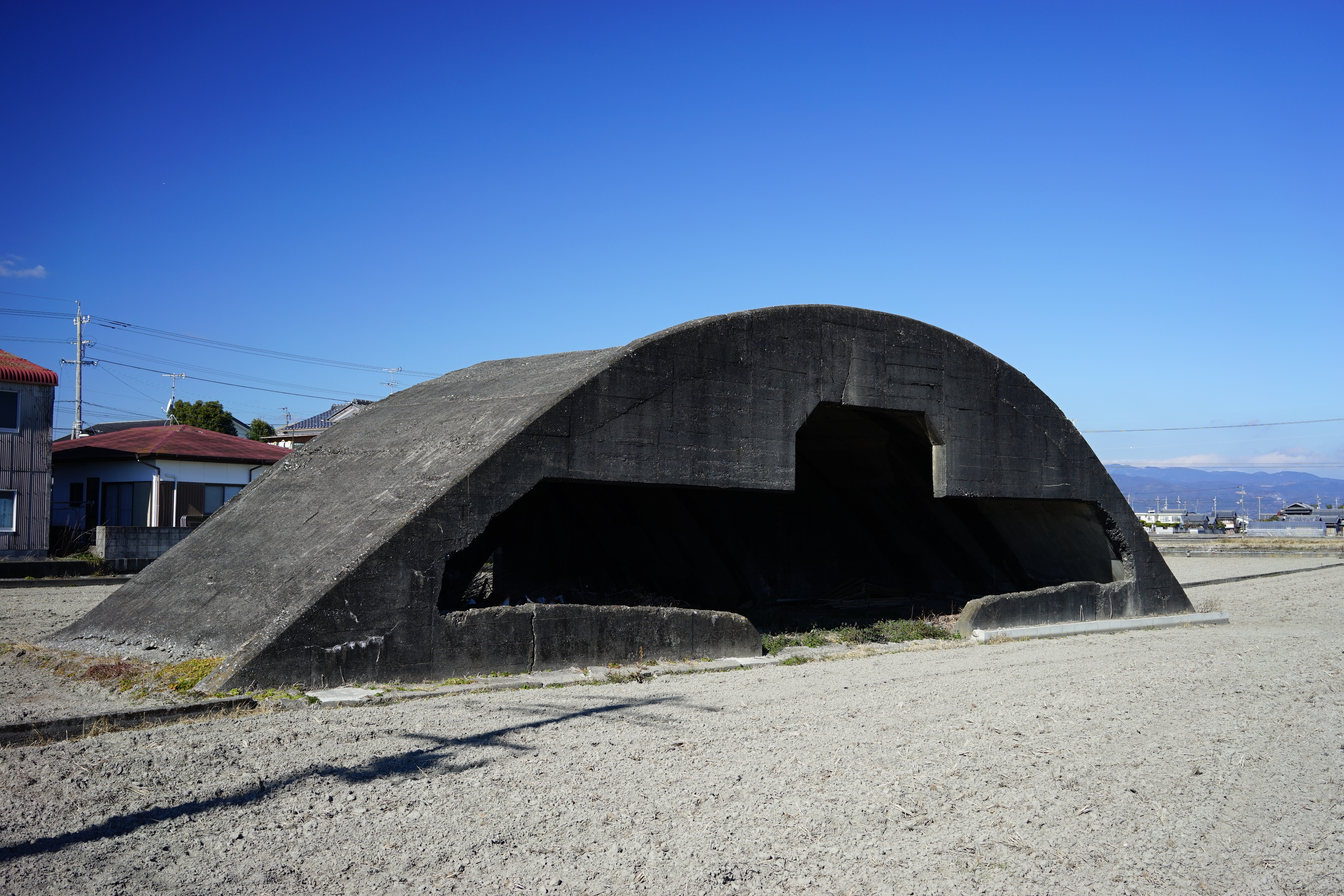
前浜掩体群

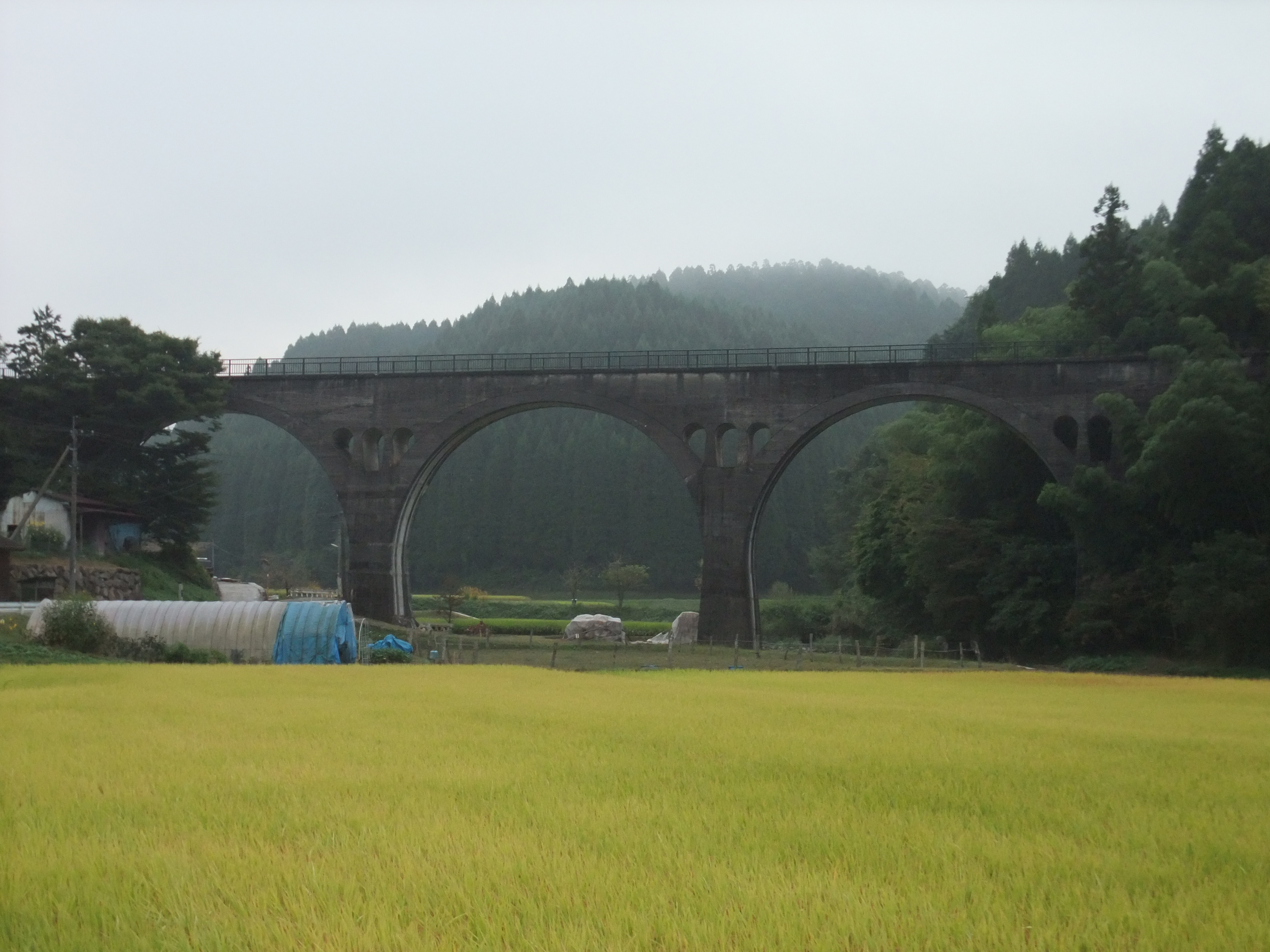
宮原線幸野川橋梁

使用説があるもの、着工しても完成しなかったものも含む。
※印は竹筋であると確認されたもの。

### 現用されているもの
- 厳美渓長者滝橋：岩手県一関市。道路橋。1939年（昭和14年）の建設時に竹筋使用の証言が残る。1987年（昭和62年）の強度調査で竹片が検出されるも、確定までは至らず。付近に竹筋説を示す看板が設置されている。1999年（平成11年）に登録有形文化財に登録[17][18]。
- 岩国徴古館：山口県岩国市。1945年（昭和20年）竣工、柱に使用[19]。
- 福井川橋梁：長崎県佐世保市。松浦鉄道西九州線の鉄道橋。目撃証言がある。2006年（平成18年）の調査では確定に至らなかった[20]。
- 旧米倉庫：大分県玖珠郡玖珠町。1939年（昭和14年）12月に上棟。2019年（平成31/令和元年）時点では金物店として使用されている。一部解体時に竹筋の目撃証言があり、探知機による調査でもごく一部を除き金属反応が出ていないことから、竹筋コンクリート造にほぼ間違いないとされる[21][22]。

### 現存するもの
- 大間線橋梁：青森県むつ市等。未成線の鉄道橋。
- 対港橋旧橋：富山県高岡市。道路橋。1943年架設[18]。
- 前浜掩体群：高知県南国市前浜。高知空港付近に残る旧高知海軍航空隊の掩体壕で41基のうち7基が現存。解体された掩体壕について竹筋の目撃証言があるが、様々な構造のものがあったとされ、現存するものが竹筋コンクリートであるかは不明[23][24]。
- 宮原線橋梁：熊本県阿蘇郡小国町。1984年（昭和59年）に廃線になった宮原線の鉄道橋。線内に現存する7本のアーチ橋が竹筋コンクリートとされ、幸野川橋梁については建設時に竹筋を目撃したとの証言がある。非破壊検査やコア調査では竹筋は確認されていないものの、一部の橋梁から採取したコア中に竹片が所在することが目視確認されている[25]。2004年（平成16年）に登録有形文化財に登録[26]。
- 橋満橋：宮崎県小林市。1943年（昭和18年）架設。三之宮峡に架かる道路橋[18][27]。
- 根北線越川橋梁：北海道斜里町。1940年（昭和15年）完成。未成区間の越川駅 ‐ 上越川駅間に架設。鉄筋の代わりに竹が使われたという説がある[28]。一部は国道244号の拡幅工事のため撤去された。1998年（平成10年）に登録有形文化財に登録された。

### 現存しないもの
- 五新鉄道（[[未成線]]）吉野川橋脚：無筋コンクリートだと噂されていたが、国鉄民営化で五新鉄道計画の工事中断の決定後に、不要となった吉野川橋脚を爆破除去した際、破壊されたコンクリート塊から、鉄骨とあわせて竹が出てきたことで、竹筋コンクリートと鉄筋コンクリートの混合型と判明した[29]。
- 原ノ町駅※：福島県南相馬市。ひさしの支柱に用いられた。現在でも一部が駅舎内に展示されている。
- 旧大正橋※：愛知県名古屋市。橋脚基部。現在の大正橋近辺に一部が残存[30]。
- 宇和島市立和霊小学校旧水泳プール※：愛媛県宇和島市。プールの底版部に竹筋を使用。昭和南海地震にも無傷で耐えたが、2007年（平成19年）に解体撤去。コンクリート片がグラウンドに保管されている[31][32]。
- 旧山口サビエル記念聖堂：山口県山口市。1952年（昭和27年）献堂。朝鮮戦争の資材高騰時に着工したため、やむなく竹筋製となる。[要出典]

### 竹筋と推定されていたがそうでなかったもの
- 戸井線（未成線）蓬内橋：北海道函館市。2013年（平成25年）3月19日に解体された結果、無筋橋であったことが判明した[33][34]。

## 分析方法
- 非破壊検査の一種でX線や放射線透過検査で透過画像を検出
- 地中レーダー探査
- 金属探知機
- 超音波探傷検査
- ミュオグラフィ